# 総合衛生管理製造過程
総合衛生管理製造過程（そうごうえいせいかんりせいぞうかてい、通称：マルソウ、マル総、丸総）とは、厚生省がHACCPの考え方を取り入れて作った食品の安全管理の認証制度である。
現在、容器包装詰加圧加熱殺菌食品（缶詰、レトルト食品など）、魚肉練り製品（かまぼこ、はんぺんなど）、乳・乳製品、清涼飲料水、食肉製品が、この認証項目となっている。
本制度は、食品衛生管理の国際標準化に関する検討会において、廃止することが決定された。

## HACCPとの違い
「HACCP」も参照
「総合衛生管理製造過程（HACCP）」という表記を見るがこれは誤りである。その理由としては、本来個々のラインの危害要因分析を行うべきところを、危害リストをあらかじめ固定して決め、それを危害要因とした点及びHACCP で扱うのは安全性のみであるが品質もハザードとした点、などが挙げられる。
また、HACCP を行う前段階である一般衛生管理（いわゆる PRP, GMP といわれる部分）までも含まれている「総合」的なものであるため欧米で行われているHACCP と比較すると非常に複雑であり、理解及び実践は難しい。
このことから分かるように、HACCP の考え方が総合衛生管理製造過程の一部分に取り入れられているだけであり、HACCP そのものではない（実際に厚生労働省も、総合衛生管理製造過程が HACCP であると説明していない、しかしその誤解を解く説明もしていない）。雪印乳業がこの認証を取得していながら大規模な食中毒（雪印集団食中毒事件）を発生させたことからわかるように、この認証制度の効果は低い。
総合衛生管理製造過程が認証制度であるため、日本では「HACCP を取る」という表現がよくされているが、HACCP は認証を取るものではなく、毎日行うものである。ただし、カナダではHACCP が認証制度であり、ISO 22000 もHACCP の考え方を含む認証制度であることから、認証制度の是非には議論が必要である。
日本では「HACCP 対応工場」「HACCP 対応機器」などがあるが、世界では40年以上前に建築された工場で HACCP を行っており、これらがなくてもHACCP は可能だが、総合衛生管理製造過程では施設、設備なども管理項目に入っているため、これらのものが横行している。HACCP を行うのは施設や機器ではなく人である。
もっともHACCP を行いやすい工場や機器というものは存在し、概して日本については中小企業が老朽施設で製造していることがほとんどであるため、現実問題としては、HACCP導入するにあたって施設・工程の改善は必要であるがこれはHACCP そのものではなく、その前段階のはなしである。
以上のことから、総合衛生管理製造過程は HACCP の考え方を導入したシステムであるが、本来の HACCP からみると、大きな逸脱した部分があることがわかる。